# Pontus Almqvist
Pontus Almqvist (* 10. Juli 1999 in Nyköping) ist ein schwedischer Fußballspieler.

## Karriere

### Verein
Almqvist begann seine Karriere beim Nyköpings BIS. Zur Saison 2016 wechselte er zum IFK Norrköping. Im Juli 2016 kam er nach England in die Nike Academy. Im Oktober 2016 kehrte er wieder nach Norrköping zurück. Sein Debüt für Norrköping in der Allsvenskan gab er im September 2017, als er am 25. Spieltag der Saison 2017 gegen den Halmstads BK in der 80. Minute für Filip Dagerstål eingewechselt wurde. Dies blieb sein einziger Saisoneinsatz.
Zur Saison 2018 wurde Almqvist an den Zweitligisten Varbergs BoIS verliehen. Für Varberg kam er jedoch nur viermal in der Superettan zum Einsatz, sodass die Leihe im Juli 2018 vorzeitig beendet wurde er und er an den ebenfalls zweitklassigen Norrby IF weiterverliehen wurde. Für Norrby kam er zu 14 Zweitligaeinsätzen. Zur Saison 2019 kehrte er wieder zu Norrköping zurück. In der Saison 2019 kam er zu sieben Erstligaeinsätzen für den Verein, zudem absolvierte er als Kooperationsspieler sechs Partien für den Drittligisten IF Sylvia.
In der Saison 2020 kam er schließlich immer häufiger zum Einsatz und absolvierte 20 Spiele für Norrköping in der Allsvenskan, wobei er jedoch nur fünfmal in der Startelf stand. Im Oktober 2020 wechselte Almqvist nach Russland zum FK Rostow. Sein Debüt für Rostow in der Premjer-Liga gab er im selben Monat gegen den FK Chimki. Für Rostow kam er insgesamt zu 37 Einsätzen in der Premjer-Liga. Im März 2022 wechselte er außerhalb der regulären Transferzeit leihweise in die Niederlande zum FC Utrecht. Dieser Transfer war möglich geworden, nachdem in Russland tätigen ausländischen Spielern erlaubt worden war nach dem russischen Überfall auf die Ukraine ihre Vereine zu verlassen. In den darauf folgenden Saisons wurde Almqvist an Pogoń Stettin und ab 2023 zu US Lecce verliehen.
Im August 2024 wechselte er innerhalb der Serie A zu Parma Calcio. Sein Vertrag läuft bis 2027.

### Nationalmannschaft
Almqvist absolvierte im Oktober 2017 ein Spiel für die schwedische U-19-Auswahl. Zwischen September und November 2020 kam er zu fünf Einsätzen im U-21-Team.